# ATutor
ATutor là một Hệ thống quản lý nội dung học tập (Learning Content Management System) mã nguồn mở được thiết kế hướng tới tính dễ dùng và khả năng ứng dụng trong các trường học. ATutor 1.5.2 đã được phát hành với nhiều thay đổi về cấu trúc của hệ thống. Tất cả các tính năng được cung cấp thông qua các module. Mục đích chính của sự thay đổi này cho phép các người dùng ATutor đưa thêm các tính năng mới vào bên trong ATutor.
Một số tính năng mới thêm vào là: tiện ích FAQ, tính năng tìm kiếm bằng Google, module đọc RSS. EWiki, ATalker, các gói SCORM, ACollab cũng được cập nhật

## Tính năng cụ thể
- Tính năng quản lý module, cho phép đưa thêm các module mới vào
- HTML Editor mới: Atutor đã thay thế HTML Editor cũ bằng Editor mới TinyMCE 2.01
- Các câu hỏi thường gặp (Frequently Asked Questions): Cho phép giáo viên đưa ra các câu hỏi thường gặp và các câu trả lời tương ứng
- Tìm kiếm Web: Cho phép dùng Google để tìm kiếm thông tin trong site
- Syndicated Feeds Reader: Người dùng có thể đọc RSS với công cụ này
- Multi-Select Multiple Choice Test Questions: Bây gờ bạn có thể tạo các câu hỏi đa lựa chọn với nhiều hơn một đáp án đúng.
- Tài liệu dành cho người phát triển: Hướng dẫn người phát triển nhanh chóng phát triển module với kiến thức tối thiểu về PHP.